# Colorado Avalanche

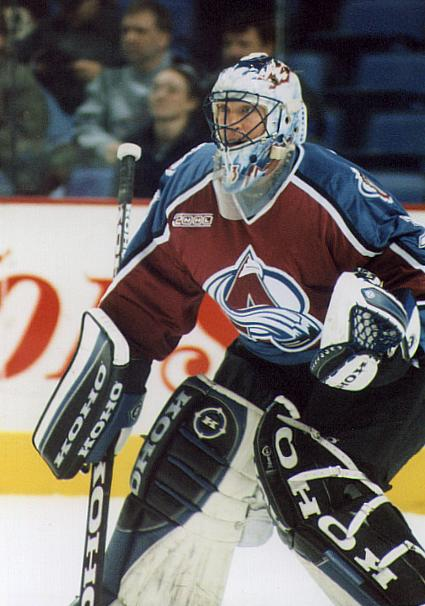
Patrick Roy, portero histórico de los Avalanche desde 1995 hasta 2003.

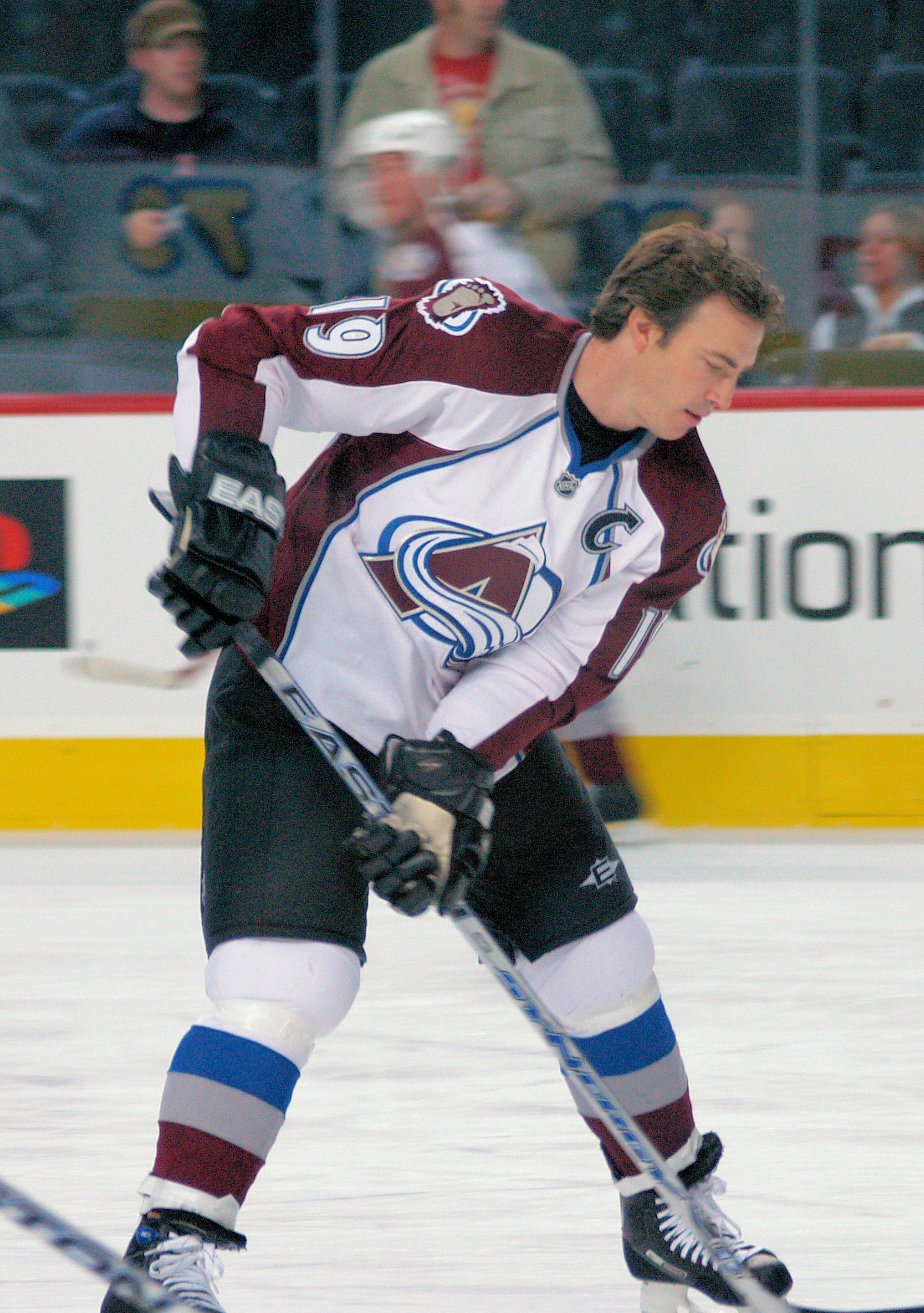
Joe Sakic, principal estrella del equipo desde 1995.

Los Colorado Avalanche (en español, Avalancha de Colorado) son un equipo profesional de hockey sobre hielo de los Estados Unidos con sede en Denver, Colorado. Compiten en la División Central de la Conferencia Oeste de la National Hockey League (NHL) y disputan sus partidos como locales en el Ball Arena.

## Historia

### Nordiques de Québec
Artículo principal: Nordiques de Québec

#### Traslado de Quebec a Colorado
Los Nordiques de Québec fue uno de los cuatro equipos que pasó de la World Hockey Association a la National Hockey League en 1979. En su historia en la NHL, el club estaba considerado como uno de los de menor éxito, terminando habitualmente en último lugar en su división e incluso obteniendo el peor récord de la liga desde 1987-88 hasta 1991-92. Quebec tuvo tres primeras elecciones en los draft siendo la más destacada de ellas la de Eric Lindros. Lindros rechazó jugar con los Nordiques y finalmente fue traspasado a los Philadelphia Flyers a cambio de cinco jugadores, los derechos del jugador sueco Peter Forsberg, dos elecciones de draft de la primera ronda y 15 millones de dólares. Años más tarde, y tras comprobar el posterior rendimiento de Lindros, el traspaso fue considerado como uno de los mayores aciertos de la franquicia y la base del éxito de Colorado Avalanche en el futuro. En 1993 los Nordiques alcanzaron los playoff y dos años más tarde consiguieron ser campeones de su división y el segundo mejor club de la liga regular.
A mediados de los años 1990, los Nordiques pasaron serios problemas financieros debido a varias operaciones fallidas anteriores y a que la Ciudad de Quebec era el mercado más pequeño de la NHL. En 1995 el propietario, Marcel Aubut, solicitó al gobierno de la provincia más recursos y un nuevo estadio. Al no lograr ese objetivo vendió el equipo a un grupo inversor de Denver con experiencia deportiva, ya que también controlaban los Denver Nuggets de la NBA. En mayo de 1995, el grupo COMSAT Entertainment anunció el acuerdo y traslado del equipo al estado de Colorado. El 10 de agosto de 1995, la franquicia es presentada oficialmente como Colorado Avalanche, y supuso el regreso de la NHL a Denver tras los Colorado Rockies, presentes desde 1976 hasta que en 1982 se trasladaron a Nueva Jersey para formar los New Jersey Devils.

### Colorado Avalanche

#### Primeros años: de 1995 a 2001
El equipo tuvo una buena aceptación en la nueva ciudad, y su primer partido fue en el McNichols Sports Arena el 6 de octubre de 1995 ante los Detroit Red Wings, equipo que posteriormente se convertiría en uno de sus principales rivales en la liga. Sus primeras estrellas fueron Joe Sakic, Peter Forsberg y Adam Foote, entrenados por Pierre Lacroix como director general y Marc Crawford como entrenador. En diciembre, el club fichó al portero Patrick Roy, procedente de Montreal Canadiens, que se convirtió junto a Sakic en uno de los estandartes del primer equipo de Denver.
Avalanche terminó la temporada regular 1995-96 con un récord de 47 victorias, ganando la División del Pacífico y quedando segundos en la Conferencia Oeste. Tras vencer a Vancouver Canucks, Chicago Blackhawks y Detroit Red Wings en los playoff, Colorado Avalanche venció la Stanley Cup a Florida Panthers tras ganar 4-0 en la eliminatoria al mejor de 7 partidos. Además, Joe Sakic ganó el Conn Smythe Trophy que le acreditaba como mejor jugador de la temporada.
En la temporada 1996-97 el equipo ganó el Trofeo de los Presidentes al terminar no sólo como líder de su División, sino como el campeón de la temporada regular. Sin embargo, cayeron en las finales de conferencia ante los Detroit Red Wings, a la postre vencedores de la Stanley Cup. En 1997 el club tendría que afrontar varios problemas como el intento de traspaso de Joe Sakic a los New York Rangers, finalmente frustrado debido a que Avalanche igualó la oferta de 21 millones de dólares durante 3 años. En 1997-98 el equipo volvió a ser líder de la División Pacífico.
Con la llegada de los Nashville Predators a la NHL en 1998-99, hubo una reestructuración de los equipos en otras divisiones. Colorado Avalanche terminó en la División Noroeste, la cual volvió a vencer logrando con una racha de doce victorias seguidas entre enero y febrero. Sin embargo, cayó ante los Dallas Stars. La temporada siguiente el club se trasladó a un nuevo recinto, el Pepsi Center, que costó aproximadamente 160 millones de dólares, y vuelven a ser líderes de su división pero caen en las finales de conferencia de nuevo ante Dallas.

#### Década de 2000: nuevo propietario
En julio de 2000, el empresario Stan Kroenke compró los Denver Nuggets, Colorado Avalanche y el Pepsi Center por 450 millones de dólares, en un acuerdo que incluía una garantía por la que los equipos no se trasladarían de ciudad al menos durante los primeros 25 años. Después del acuerdo, Kroenke organizó estas secciones bajo una empresa denominada Kroenke Sports Enterprises. Coincidiendo con el cambio de propietario, la temporada 2000-01 se convirtió en la mejor del equipo en toda su historia. Colorado Avalanche fue campeón de División y obtuvo el Trofeo de los Presidentes con un récord de 52 victorias. Por su parte, Joe Sakic obtuvo un récord personal de 118 puntos (54 goles y 64 asistencias). Tras vencer a Vancouver Canucks, Los Angeles Kings y Saint Louis Blues, Avalanche venció su segunda Stanley Cup ante los New Jersey Devils. Además de este título colectivo, hubo varios jugadores de la plantilla premiados individualmente: Joe Sakic logró el Hart Memorial Trophy, Lady Byng Memorial Trophy y el Lester B. Pearson, mientras que Patrick Roy ganó el Conn Smythe Trophy. Además, otro de los jugadores, Shjon Podein, obtuvo el Trofeo King Clancy Memorial por sus contribuciones a la comunidad.

#### Etapa actual
Tras esa triunfal temporada, el equipo no volvió a jugar una final de la Stanley Cup. En 2001-02 fue de nuevo campeón de su División pero perdieron en la final de Conferencia ante Detroit. En 2002-03, Colorado venció en su División por novena vez consecutiva, rompiendo así el récord establecido por Montreal Canadiens (1974 a 1982) a pesar de que Bob Hartley, mánager por entonces, fue cesado en favor del nuevo técnico, Tony Granato. En playoff no tuvo la misma suerte, y perdió en la primera ronda.
La retirada de Patrick Roy hizo que Avalanche fichara a Paul Kariya y Teemu Selanne, estrellas de los Anaheim Ducks. Sin embargo, ambas contrataciones no ofrecieron el rendimiento esperado. En 2003-04, el equipo pierde el liderato de su División y cae en las semifinales de los playoff.
La temporada 2006-07 supuso, por primera vez en su historia, la ausencia de Colorado Avalanche de los playoff, y en ese equipo sólo Joe Sakic y Milan Hejduk formaron parte del equipo que en 2001 logró la Stanley Cup. En el año siguiente hubo varios regresos como el de Peter Forsberg o Tony Granato, y el equipo volvió a jugar la ronda final de la liga. En 2009 Joe Sakic, su histórico jugador, se retiró del hockey sobre hielo, dando paso a Adam Foote como capitán.
En 2021-22 ganaron su tercera Stanley Cup venciendo 4-2 a Tampa Bay Lightning para coronarse campeón después de 21 años

## Estadio

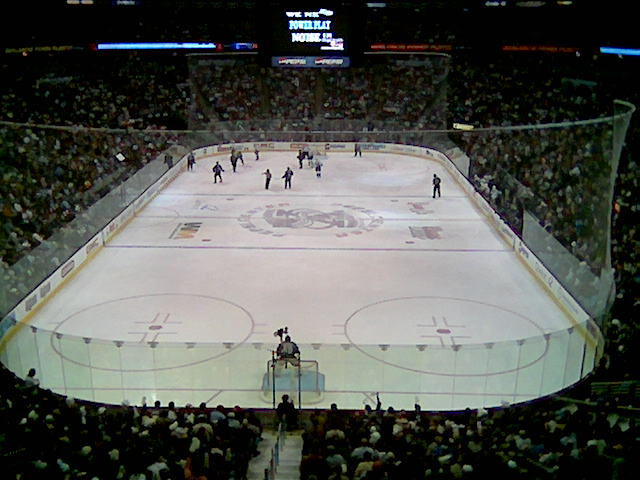
Interior del Pepsi Center durante un partido ante Anaheim Ducks.

Colorado Avalanche juega sus partidos como local en el Ball Arena de Denver. Es un recinto deportivo utilizado por varios equipos, entre ellos los Denver Nuggets de la NBA, y en el que también se albergan conciertos y otras actividades.
El estadio de hockey tiene una capacidad total para 18.000 personas, y es uno de los que mayor afluencia de público registra.

## Palmarés
- Trofeo de División: 8 (1996, 1997, 1998, 1999, 2000, 2001, 2002, 2003)
- Trofeo de los Presidentes: 3 (1996, 2001 y 2022)
- Stanley Cup: 3 (1996, 2001 y 2022)